# ウード (ドクター・フー)

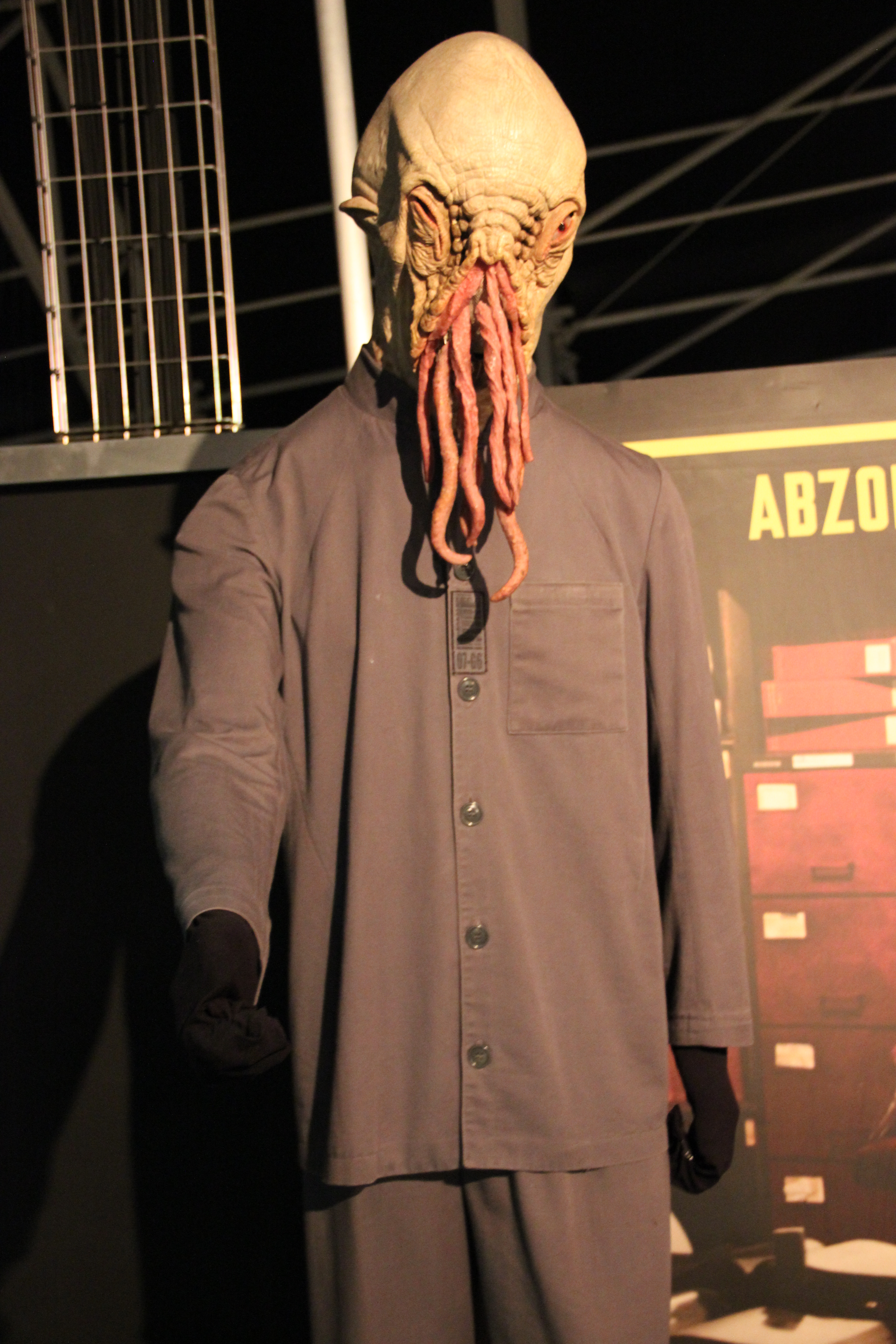
ウード

ウード（英: Ood）は、イギリスの長寿SFテレビドラマ『ドクター・フー』に登場する地球外生命体の種族。劇中の歴史においては42世紀ごろの未来に生息する。
ウードは奴隷種族であり、普段は穏和かつ親切であるが、外部からの影響を受けやすいように描写されている。後に彼らは奴隷制度から解放され、『時の終わり』では100年という短期間のうちに高度な文明を築いていた。

## 特徴
ウードは顔の下側からは触手が伸びたヒューマノイドの種族である。テレパシー種族でもあり、翻訳機を用いて非テレパシー種族と会話を交わしている。翻訳機と呼ばれる球体は管を経由して体と繋がっているが、この管は元々体と外部の脳を繋いでいた。未来の人類が彼らの脳を物理的に取り除き、元々脳があった場所に翻訳機を固定したのである。ウードには性別はないようである。ウードは皆1つの精神を共有するためシステムにあるため名前や称号は必要とされないが、人間の都合によって「ウード1アルファ1」や「ウードシグマ」といった具合に識別されることがある。『囚われの歌』においてドクターは、ウードの個性はウードの意識の集合体が個々に異なる現れ方をした結果であると述べ、「潜在意識ってのは色んな形で現れる。復讐心で赤目となり狂暴化したが、忍耐を覚えた者もいる。頭のいいシグマは慈悲も身につけたらしい。」("Funny thing, the subconscious. Takes all sorts of shapes. Came out in the Red-Eye as revenge, came out in the Rabid Ood as anger, and then there was patience. All that intelligence and mercy focused on Ood Sigma.")と発言した。ウードは高い共感性を持ち、低レベルのテレパシーコミュニケーションフィールドを共有している。タイムロードが介入するなどしてテレパシーフィールドに耳を傾けると、彼らの歌を聞き取ることができる。この能力により彼らはテレパシーコントロールを受けやすくなっており、さらに強力なテレパシーの力により支配されているエピソードも複数ある。

## 歴史
シリーズ2『闇の覚醒』でウードは初登場を果たした。彼らは人間に使役される奴隷向きの種族で、人間のためのあらゆる種類の単純労働をこなしていた。労働を生きがいにし、命令に従って給仕する以外の目的がない様子が描写された。また、病気に感染しても申告しないなど自分自身のことを気にかけず、仕事が与えられなければやつれて死んでしまうとも言われた。なお、吹替および字幕では読み取れないが、ウードを奴隷の立場から解放せんとする集団 "Friends of the Ood" の存在が仄めかされている。
Official Doctor Who Annual 2007 によると、ウードの生息する惑星は馬頭星雲にあり、集合精神に支配されていたが人類の入植者により滅ぼされた。BBCが著作権を持つ書籍 Doctor Who: Creatures and Demons ではウードはウード・スフィアから進出したとされている。ウード・スフィアはセンソライツの故郷であるセンソ・スフィアに距離的に近く、センソライツはウードと肉体・精神ともに類似している。集合意識を失ったウードは人類の入植者へ奴隷に出頭して奴隷となった。
10代目ドクターとローズ・タイラーは人間が統率する調査隊に雇われた大量のウードと遭遇している。ビーストによりウードのテレパシーレベルが異常値を示し、ウードは彼の軍団に下ることとなった。ビーストの支配下に置かれたウードは目が赤く光り、翻訳機を投げつけて感電死させることで次々に調査基地の人間を抹殺した。最終的にドクターは必要に迫られ、生きているウードを惑星クロプ・トールもろともブラックホールへ捧げることとなった。
ウードはシリーズ4『囚われの歌』で再登場し、生まれついての奴隷ではなく奴隷化させられた種族であることが明かされた。ウードの翻訳機は本来個人と結び着いていた後脳を置き換えたものであり、ウードをテレパシーで繋ぐ集合意識は、ウードを奴隷化して売買する企業ウード・オペレーションにより200年もの間ウードから隔離されていた。同エピソードで赤目のウードが再登場し、集合意識の命令に従って暴動を起こした。ドクターがウードを集合意識を解放してウードを自由の身とした。解放後、宇宙に散らばった全てのウードがウード・スフィアに戻されることとなった。同エピソードで初登場を果たしたウード・シグマは、ドナ・ノーブルをドクター・ドナと呼び、ドクターの歌が終わりに近いことを告げている。
ウード・シグマは2009年秋スペシャル『火星の水』で再登場し、2059年の地球へ戻った10代目ドクターとコンタクトを取ろうとした。

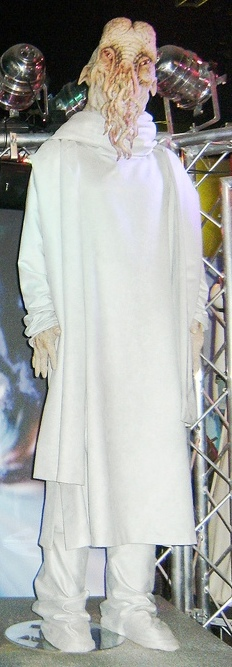
『時の終わり』に登場した長老

ウードは後に『時の終わり』二部作にも登場した。ドクターはついにウード・シグマのメッセージを受け入れ、『囚われの歌』から100年後のウード・スフィアへ足を運んだ。ドクターはウードの文明があまりにも急速に発展したこと、そして100年をかけて時間を見渡す能力を会得したことを知る。時間を透視できるのは時間が血を流しているからであるとウードの長老が説明し、彼はウード族が見た夢と予言をドクターへ見せる。後に、ウード・シグマが再び姿を現し、10代目ドクターがターディスに入って11代目ドクターに再生するのを応援した。
シリーズ6『ハウスの罠』では1人のウードがネフューと呼ばれている。ネフューはハウスと呼ばれる存在の影響下にあり、エイミー・ポンドとローリー・ウィリアムズをターディスの旧型のコンソールルームで殺そうとしていたところ、彼が立っていた場所に11代目ドクターとイドリスが着陸したため死亡し、一瞬で蒸発する羽目になった。ドクターはネフューに関して"another Ood I failed to save"（字幕では「気の毒だったな」、吹替では「気の毒なことをした」）と言及し、以前にウードに出会っていたことを仄めかした。ネフューの目はハウスに乗っ取られた際に緑色に光り、以前のシリーズと差別化されている。
ミニエピソード "Death is the Only Answer" では、アルバート・アインシュタインが謎の液体を摂取して赤目のウードへ変化している。ウードは "Death is the only answer" というフレーズを繰り返した後、アインシュタインに戻った。
シリーズ6『ドクターの戦争』では11代目ドクターがウード・シグマと再会するはずであったが、2010年新春スペシャルまでの製作総指揮を担当したラッセル・T・デイヴィスがウード・シグマのライセンスを持っていたため、このシーンはカットされた。
ミニエピソード Pond Life では、ターディスで迷子になった1人のウードがエイミーとローリーの家に訪れている。ドクターがウード・スフィアに連れ戻すまでの数日間はエイミーとローリーの執事として働いていた。

## 登場

### テレビ
- 『闇の覚醒』/『地獄への扉』(2006)
- 『囚われの歌』(2008)
- 『時の終わり』(2009–10)
- 『ハウスの罠』(2011)

#### カメオ出演
- 『火星の水』(2009)
- 『魔術師の弟子』(2015)
- 『カラスに立ち向かえ』 (2015)

#### ミニエピソード
- Death is the Only Answer (2011)
- Pond Life (2012)